# Kids in America
Kids in America és una cançó de la cantant pop anglesa Kim Wilde inclosa dins el seu disc senzill de debut del mateix nom publicat el gener de 1981, i als Estats Units a la primavera de 1982, per aparèixer després al seu àlbum d'estudi de debut "Kim Wilde".
La cançó està majoritàriament inspirada en l'estil synthpop d'Orchestral Manoeuvres in the Dark (OMD) i de Gary Numan i va arribar a assolir el segon lloc a la llista de senzills del Regne Unit durant dues setmanes i el número u a Finlàndia i Sud-àfrica, i va entrar el top 10 de moltes llistes europees, així com d'Austràlia i Nova Zelanda. A Amèrica del Nord, la cançó va entrar al top 40 al Canadà i als Estats Units. Va ser certificat d'argent al Regne Unit,[5] Sud-àfrica, Austràlia i Suècia; i ha venut més de tres milions de còpies a tot el món. La cançó ha estat versionada i interpretada per molts artistes de diferents gèneres.

## Antecedents, composició i producció

### Versió original de 1980
El cap de la discogràfica RAK Records, Mickie Most, va sentir a la Kim cantant en una pista de suport a una altra cançó gravada pel seu germà Ricky Wilde, un jove aspirant a compositor i productor que va tenir certa fama com a cantant infantil a l'estil de Donny Osmond a principis dels anys setanta. A la majoria va agradar-li la veu i l'aspecte de la Kim. Amb ganes d'aprofitar l'oportunitat, Ricky va marcar a casa i va escriure "Kids in America" aquell mateix dia amb el seu pare Marty. Marty Wilde, també antic cantant, havia estat un ídol i actor adolescent al Regne Unit a finals dels anys 50 i principis dels 60.
Per escriure la cançó van utilitzar un sintetitzador WASP propietat d'en Ricky. Han dit que la línia principal de sintetitzadors va estar influenciada per la cançó "Messages" d'OMD. I que la línia de baix del sintetitzador de corxera, que forma la introducció, es va inspirar en Gary Numan (igual que la melodia vocal a les línies d'obertura).
Després d'escoltar la cançó per primer cop, Most va declarar que seria un gran èxit; però necessitava remescles, cosa que va fer juntament amb el Marty als RAK Studios. La cançó va ser emmagatzemada durant un any abans de ser llançada com el primer senzill de Kim Wilde el gener de 1981.

### Versió de 1994
"Kids in America 1994" es va publicar el maig de 1994 per ajudar a promocionar l'àlbum recopilatori "The Remix Collection" (1993). Encara que estava pensat per ser publicat al Regne Unit, per raons desconegudes aquests plans van ser cancel·lats a l'últim minut. No obstant això, la cançó va ser publicada a altres països en diverses remescles utilitzant la veu original de Kim Wilde de 1981.

### Versió de 2004
Entre alguns dels seus èxits clàssics, Kim va gravar una nova versió de la cançó per al seu àlbum de retorn del 2006 "Never Say Never", amb la cantant anglesa Charlotte Hatherley. Aquesta versió, com la resta de l'àlbum, va ser produïda pel productor alemany Uwe Fahrenkrog-Petersen, amb qui havia treballat prèviament el 2002 per a l'àlbum del 20è aniversari de la cantant alemanya Nena, "Nena feat. Nena" a la cançó Anyplace, Anywhere, Anytime, una nova versió del seu èxit senzill de 1984.

## Recepció
Kids in America va marcar l'inici de la carrera de la Kim Wilde. Es va vendre tan bé en la seva primera setmana, que es va sospitar de joc brut i no va ser inclosa a la llista de vendes d'aquella setmana, però en les seves primeres vuit setmanes de llançament, el senzill va vendre més de mig milió de còpies només al Regne Unit. La cançó va assolir el número dos al Regne Unit el 1981 i es va convertir en el 23è senzill més venut aquell any.

### Llistes d'èxit
| Classificació setmanal (1982)                   | Posició més alta |
| ----------------------------------------------- | ---------------- |
| Alemanya Federal (Official German Charts)       | 5                |
| Austràlia (Kent Music Report)                   | 5                |
| Àustria (Ö3 Austria Top 40)                     | 12               |
| Bèlgica (Ultratop)                              | 4                |
| Canadà (RPM)                                    | 34               |
| Estats Units d'Amèrica (Billboard Hot 100)      | 25               |
| Estats Units d'Amèrica (Cashbox)                | 20               |
| Estats Units d'Amèrica (Mainstream Rock Tracks) | 29               |
| Finlàndia (Suomen virallinen lista)             | 1                |
| Irlanda (Irish Singles Chart)                   | 2                |
| Noruega (VG-lista)                              | 9                |
| Nova Zelanda (Recorded Music NZ)                | 5                |
| Països Baixos (Single Top 100)                  | 8                |
| Regne Unit (UK Singles Chart)                   | 2                |
| Suècia (Sverigetopplistan)                      | 2                |
| Sud-àfrica (Springbok Radio)                    | 1                |
| Suïssa (Schweizer Hitparade)                    | 5                |

| Classificació anual (1981)                | Posició més alta |
| ----------------------------------------- | ---------------- |
| Alemanya Federal (Official German Charts) | 3                |
| Austràlia (Kent Music Report)             | 10               |
| Bèlgica (Ultratop 50 Flanders)            | 14               |
| Països Baixos (Dutch Top 40)              | 29               |
| Països Baixos (Single Top 100)            | 37               |
| Nova Zelanda (Recorded Music NZ)          | 37               |
| Sud-àfrica (Springbok Radio)              | 15               |
| Suïssa (Schweizer Hitparade)              | 18               |
| Regne Unit- Singles (OCC)                 | 23               |

| Classificació anual (1982) | Posició més alta |
| -------------------------- | ---------------- |
| US Billboard Hot 100       | 91               |

## Versions
- The Muffs, van contribuir amb una versió de la cançó a la banda sonora de la pel·lícula Fora d'ona de 1995.[31]
- Len van contribuir amb una versió de la cançó a la banda sonora de la pel·lícula Digimon: The Movie del 2000.[32]
- No Secrets van contribuir amb una versió de la cançó a la banda sonora de Jimmy Neutron: El nen inventor de 2001.[33]
- Foo Fighters van versionar la cançó al seu EP Songs from the Laundry Room de 2015.[34] El 2021, Kim Wilde va admetre que era un gran fan de l'enregistrament i va dir que li encantaria col·laborar amb Dave Grohl en una nova versió de la cançó.[35]
- Billie Joe Armstrong de Green Day va fer una versió de la cançó al seu àlbum de portada No Fun Mondays de 2020 amb el mateix títol.[36]
- The Heimatdamisch van versionar la cançó el 2021 amb el títol de Kids in Bavaria.[37]